# Westerborstel
Westerborstel là một đô thị thuộc huyện Dithmarschen, trong bang Schleswig-Holstein, nước Đức. Đô thị Westerborstel có diện tích 4,14 km², dân số thời điểm 31 tháng 12 năm 2006 là 106 người.